# John Pinette
John Pinette (23 de marzo de 1964 - 5 de abril de 2014) fue un actor y comediante de stand-up. Realizó una gira por el circuito de clubes de comedia a partir de la década de 1980 y apareció en cine y televisión. Además de stand-up, Pinette hizo imitaciones de Las Ardillas, Elvis Presley, Gollum de El Señor de los Anillos, Hervé Villechaize (“Tattoo” de La isla de la fantasía), un Ewok, el actor Marlon Brando (en particular, el papel de Brando en El Padrino), así como varios acentos étnicos. De vez en cuando cantaba, por ejemplo, "Over the Rainbow" de El mago de Oz, en las rutinas de stand-up.

## Biografía
John nació en Boston, Massachusetts, el 23 de marzo de 1964, y se graduó de Malden Catholic High School en 1982. Comenzó una carrera en contabilidad, pero siguiendo el consejo de amistades dejó la carrera para seguir una en la comedia.
Tuvo un descanso cuando fue invitado a una gira con Frank Sinatra. Pinette era un invitado regular en The Tonight Show y The View.
Pinette estuvo en Duets, Dear God, y Junior. Tuvo apariciones regulares en la serie Parker Lewis nunca pierde, y encarnó a la víctima del robo de un vehículo en el último episodio de Seinfeld. En 2004, fue Bumpo en The Punisher de Artisan Entertainment, protagonizada por Thomas Jane y John Travolta.
Pinette fue nombrado comediante del año por los premios American Comedy en 1999 y recibió una nominación al premio Gemini por su actuación televisada en Just for Laughs del Festival de Comedia en Montreal de 2000.

### Muerte
Pinette fue declarado muerto a las 2:30 p. m. el 5 de abril de 2014, en el Hotel Sheraton Station Square de Pittsburgh. La oficina del forense del condado de Allegheny dijo que Pinette había estado sufriendo de la enfermedad de hígado y corazón. Una autopsia no se realizó, ya que el médico personal de Pinette firmó en su causa de la muerte como embolia pulmonar.